# Ron Ely

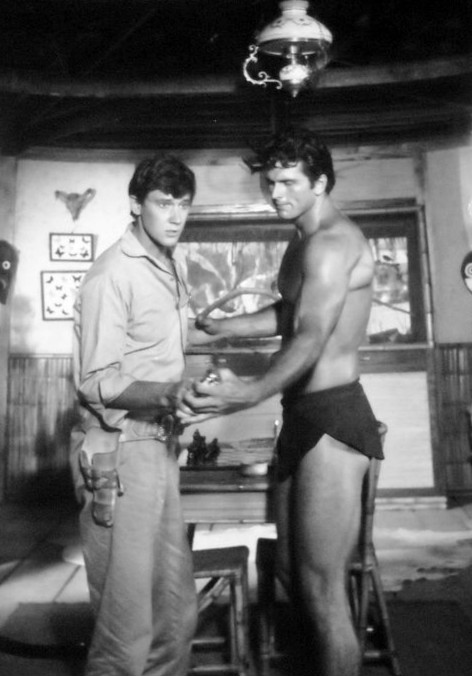
Ron Ely (till höger) som Tarzan (1966).

Ronald Pierce "Ron" Ely, född 21 juni 1938 i Hereford, Texas, död 29 september 2024 i Los Alamos i Santa Barbara County, Kalifornien, var en amerikansk skådespelare och programledare, främst känd som rollfiguren Tarzan i TV-serien Tarzan mellan 1966 och 1968. 
Åren 1980 och 1981 var Ely programledare för Miss America-tävlingen. I TV-serien Tarzán uppträdde han 1992 i en episod som skurken Gorden Shaw.